# ロイヤルガーデンシリーズ
『ロイヤルガーデンシリーズ』は、不定期連載される黒井あがさの読み切り漫画。

## 概要
秋田書店『ミステリーボニータ』の2012年12月号に第1話が掲載され、翌年2013年2月号に第2話、同年4月号に第3話、8月号に第4話、11月号に第5話、2014年2月号に第6話が掲載され、4月号の第7話で完結した。単行本未収録。
2019年4月20日、描き下ろしを加えてKindle版『ロイヤル・ガーデンの友人』上下巻として同日配信。

## あらすじ
小国ローブルの王子・マイルスは自らを「女性」と認識している。彼は、城に憑き代々王族の子供を見守ってきた妖精オウ（外見は男性）に想いを寄せるが、男でも女でもなく、人間ですらないオウは恋心が理解できずに戸惑う。

## 登場人物

### 主要人物
マイルス
第四子で第一王子。当代の為政者であるキヌア女王の唯一の息子だが、肉体の性別は男性であるにも関わらず、精神的な性別は女性を自認している性同一性障害者。城憑き妖精のオウが男性形態であったことで恋心をオウに抱く。城内でしか存在できないオウと共にいるべく国家と自身の幸福を考えてとはいえ母に何かにつけては婿に出されそうになるのをオウの協力で回避し、王宮に居座ることを頑なに誓う。当初は一番上の姉で次代の女王であるヴィスカをどうにか排除し王位に就こうと考えたが、流血沙汰を嫌ったオウの反対に遭ったのと玉座を得られたとしても結局は世継ぎを要求されることに気づき一番上の姉である王太女ヴィスカの秘書の座を獲得しようと思案中である。食中毒事件の被害者が自身の女装を暴露したため、思い切って性自認は肉体の性とは異なる女性であることを公表した。
母キヌアを王室の対面しか頭にない人間だと非難するが、実際には世間の批判に晒される自身のことを思い週刊誌の記事に激怒する愛情を持っていることをオウに諭される。
オウ
代々ローブル王室の子供達と交流のある城憑き妖精。築260年の王城と同い年。盗み酒やつまみ食いをして小さな騒ぎを起こすが、概ね金髪の天使と認識される。代々、王位を継いで子孫を次代に繋ぐ第一子のそばにいたが、何故かキヌアの代では王太女であるヴィスカではなく第四子のマイルスのそばにいる。当初は庭師見習いと偽って接していたが、政略結婚を協力して壊した際に妖精であることを打ち明けた。マイルスに会った時は男性形態だったが、男性でも女性でもない。女性形態の時もあり、精神的にも性別は無い。男心も女心も人間をも理解できないのは自身に性別が無いだけでなく、歴代の王族と友人として交流がありながらも深く関わったことがないため、恋愛感情に囚われ傷つくことを回避してきたからである。寿命は人間より長いことは確かで、生きるよすがに友人であるローブル王族の子供の成長を楽しみにしている。そのため、無神経にマイルスに「貴方の子供が見たい」と言って平手打ちをくらった。
自身のことだけを考えがちなのはマイルスと似ているが、キヌアの心情を理解してマイルスに諭した。

### ローブル王国
キヌア
当代の女王。48歳。先代の国王リーマスの第一子。肉体は男性でも心は女性だと主張する末の子マイルスの言動に頭を抱えている。トランスジェンダーを受け入れられず、マイルスの言葉をたわ言をと苦言を繰り返し、良縁を探しては婿に出そうと息子と交戦中である。付いているモノは付いている、クソハゲ等のあけすけな言葉を連発する。
オウの力で30年前の即位したばかりの18歳の頃、ロストウの心中をはかりかねて悩んでいたが、同じく結婚生活に悩むサリューと遭遇。ただし、城中の誰もが見えていないため、未来の娘とは気づかずに幽霊だと認識していた。
ヴィスカ
第一子で第一王女であるため、次代の王位を継ぐ王太女（女性の王太子）。
最初の子供として生を受けた瞬間から、次代の女王（国王）たる王位継承者である。身長176cm、足のサイズは26cm。体重その他は不明。スレンダーで長身ながら女性らしい曲線の肢体を有しており、幾つかは婿のなり手は一応いると思われる。
実は底なしの大酒呑みで、酒の話をする時はメイドや庭師に警戒されている。温室に酒類を隠しているが、或る日、こっそり盗み飲みするオウの姿を目撃した。おっさん受けが悪くて生意気だと反感を持たれがちだったり、レズビアンのロリコン（小児性愛者）だと心無い噂を騒がれたりと受難の日々である。レズ疑惑の噂が立った原因であるリールー姫の件が解決後、首相付きの補佐官と婚約した。
サリュー
下巻の描きおろし「おしゃべりな薔薇園」に登場。第二子で第二王女。年上の外交官と結婚した。子供扱いで里帰りすることもあるが、城中の者たちには腫れ物扱いされる。ストレス発散に荒々しくピアノ演奏をする。
レン
第三子で第三王女。ストーカーと化した元彼のS侯爵を嫌って留学したが、牧場の跡取り息子と恋に落ち、できちゃった結婚で母キヌアに報告して頭痛の種となる。結婚する時、S侯爵につき纏われたことがある。夫と知り合う前は、キヌアの秘書の1人にスケジュール調整をさせて同時進行で二股をし恋多き女性として周囲をハラハラさせた。
ロストウ
描きおろし「おしゃべりな薔薇園」に登場。キヌアの夫である王配。早くに亡くなり、おおらかな男性。きつい性格で知られるキヌアも夫の前では穏やかだった。キヌアとは見合い結婚で、何を考えているかわからないとキヌアからは苦手意識を持たれていた。キヌアが城中の者と話せるようにと彼女の誕生日に宝探しを仕組んだ。
ナディーン
後日譚「いつかの春」で登場したヴィスカと王配ナダルの娘。王太女。ヴィスカ曰く「貴方（父親）譲りね」と眼鏡少女。勉強を嫌って庭に逃亡した際、墓石にもたれて眠るオウを見つける。

### その他
ルボウ
庭師。周囲にはフリーだと思われているが、実は妻帯者。知らずにいた一人であるメイドのタシーに告白されるが、断るしかなかった。
エク
淡い栗色の髪の青年。実は目撃情報が囁かれる幽霊であり、先王リーマスが亡くなる前後、成仏して城を去った。
リカ・アルディ
ウェディングドレス専門の仕立て職人。作者の別作品『着るプラチナ～魔女のドレス～』の主人公。すでに妊娠中のレン王女のウェディングドレスを仕立てた。
次席補佐官
眼鏡着用によりヴィスカが「眼鏡」と呼ぶ首相の補佐官。飛び地の件で揉めているフェレ王国の国王一家詩列席の夜会に際し、おっさん受けが悪いヴィスカに事前に警告した。誤解による一波乱を経てフェレのリールー姫の謝罪の手紙を受け取ったヴィスカに縁談はないかと問われ、希望を聞いた上で目の前にも条件を満たす人間がいると立候補した。冗談かのように思われた求婚だが晴れて婚約し、最終話で末弟マイルスのことで悩み上の空ながらヴィスカとデートする姿があった。
Kindle版『ロイヤル・ガーデンの友人』上巻のおまけショート「ふたりの理由」で、ヴィスカを支えなければと決意した経緯が描かれ「ナダル」と命名された。下巻収録の後日譚「いつかの春」で王配となり、ヴィスカ共々に年配者の男性となった姿が描かれた。眼鏡は度の入ったものであることが明らかに。
リールー
ローブルと飛び地の件で揉めるフェレ王国の王女。現国王の孫娘。二卵性双生児の弟セディックは男性というだけで生まれながらに次代の王位を約束され、少女ながらに王位継承権の無い女性ゆえに王位を望んでも得られないことに苦しんでいる。ヴィスカを自身と同じ王位には無縁の存在だと誤解していた。彼女が次期女王だと知り裏切られたような心境に陥り激昂したことでヴィスカにあらぬ疑惑の被害に遭わせてしまったため、謝罪の手紙を送って可能な限り噂を否定することを伝えた。
クリーブ
王室図書室の司書。いつ死亡してもおかしくないような老齢だが、オウと一緒の時だけ力を借りてこっそり青年の姿を取っている。先々代のエリン女王と告白しないがらもお互いに愛し合っていたが、身分に怯んだことで彼女は婿を迎え、そして今は既に故人である。しかし、オウが見つけた「エリン・コレクション」の蔵書の一冊に貼られていた蔵書票の裏に書かれた「今までも、これからも私の心はあなたのものです。愛するクリーブへ。」という言葉に込められた彼女の愛を知り、若い姿を取るのをやめた。
女王秘書
週刊誌に暴露されたマイルスの記事に関する報告を女王キヌアにした。
コンフリー卿
ハゲで粘着質、コソコソと行動する男性。王宮での会食で料理に使われたハーブを珍しがり土産に貰って帰るが、その中に若芽の内に食すると下痢を引き起こすモノが混じっていたため、酷い下痢に苦しみ筋違いの恨みを週刊誌「週刊ローブル」にぶちまけマイルスの女装を暴露した。
S侯爵
レン王女の元彼だが、彼女の結婚に際し招待しないわけにはいかない上流貴族。レンの結婚を知ってよりを戻そうと迫るが、メイド姿のマイルスを使用人と思い込んで崖から突き落とし、レンに蹴り飛ばされて返り討ちにされる。すでに妊娠していることと「貴方と永遠を誓うことはない」ときっぱりと拒絶され、とぼとぼと去った。しかし、未練を引きずっていたらしく週刊誌の取材でマイルスの女装癖を証言した。
レンの夫
やり手の大きな牧場の後継者で、新鮮なバターってミルクで製菓も手がけている。
サリューの夫
描きおろし「おしゃべりな薔薇園」に登場。妻であるサリューより一回り以上年上で外交官。インコのカメちゃんに愚痴る日々のため、サリューはインコに嫉妬して里帰りしたことも。
ジュニア
後日譚「いつかの春」で登場した庭師。引退したルボウの息子。父親が引退して庭師を継いでも城中で「ジュニア」と呼ばれるが、本名は不明。

## 用語
ローブル王国
世界の西に位置する弱小国。世継ぎは男女の別なく、最初に生まれた子供が自動的に世継ぎに定められる。王位に就く第一子が王宮に留まって子孫を為し、その他の兄弟姉妹は婿・嫁として他国との関係を良好にする政略結婚か民間への降嫁等で国の内外に去る。
王太女（おうたいじょ）
女性の王太子のことをローブルではこう呼ぶ。
フェレ
第4話に登場したリールー王女の故国。ローブルと少々トラブルの関係にある国。王位継承権は男性だけにあり、女性には認められていない。